# فيكرام تشاترغي
فيكرام تشاترغي (بالإنجليزية: Vikram Chatterjee)‏ هو ممثل هندي، ولد في 17 مايو 1988.

## وصلات خارجية
- فيكرام تشاترغي على موقع IMDb (الإنجليزية)
- فيكرام تشاترغي على موقع قاعدة بيانات الفيلم (الإنجليزية)